# Theta Apodis
Theta Apodis (θ Aps, θ Apodis) é uma estrela na constelação de Apus. É uma estrela variável com uma magnitude aparente média de 5,7, sendo uma estrela pouco brilhante mas visível a olho nu em boas condições de visualização. A distância a Theta Apodis é de aproximadamente 370 anos-luz (113 parsecs), calculada a partir de medições de paralaxe pela sonda Hipparcos.
É uma gigante vermelha evoluída que está atualmente no ramo gigante assimptótico, com uma classificação estelar de M7 III. É uma variável pulsante semirregular e seu brilho muda em 0,56 magnitudes com um período de 119 dias. Está perdendo massa à taxa de 1,1 × 10–7 vezes a massa do Sol por ano através de seu vento estelar. O material ejetado dessa estrela está interagindo com o meio interestelar a sua volta, formando um bow shock conforme a estrela move-se pela galáxia. O bow shock está a uma distância de 0,134 anos-luz (0,041 parsecs) de Theta Apodis.
Theta Apodis foi identificada como uma binária astrométrica, indicando que tem uma estrela companheira em órbita que causa perturbações gravitacionais da estrela primária.